# Mannheimskolan
Mannheimskolan kallas en grupp tonsättare vid kurfurstehovet i Mannheim kring mitten av 1700-talet. Mest kända är böhmarna Johann Stamitz (och hans söner) och Franz Xaver Richter samt österrikaren Ignaz Holzbauer.
Gruppens medlemmar utvecklade den framväxande sonatformen men arbetade framför allt med stråkinstrumentens och orkesterns dynamiska resurser, cresendo- och diminuendoeffekter, tremolo etc. De avlägsnade sig därmed från barockens spelsätt och bildade övergången till Wienklassicismen genom bl. a. Mozart, som någon tid vistades i Mannheim.